# La Rochelle (Haute-Saône)
La Rochelle település Franciaországban, Haute-Saône megyében. Lakosainak száma 45 fő (2022. január 1.). La Rochelle Chauvirey-le-Châtel, Pressigny, Cintrey, Molay és La Quarte községekkel határos.

## Népesség
A település népességének változása:
| Lakosok száma | 39   | 41   | 39   | 40   | 40   | 41   | 43   | 45   |
|               | 2013 | 2015 | 2017 | 2018 | 2019 | 2020 | 2021 | 2022 |